# Scorpion (série télévisée)
Pour les articles homonymes, voir Scorpion (homonymie).
Scorpion (stylisé ainsi </SCORPION>) est une série télévisée américaine en 93 épisodes de 43 minutes développée par Nick Santora, vaguement inspirée de la vie de l'informaticien Walter O'Brien, et diffusée entre le 22 septembre 2014 et le 16 avril 2018 sur le réseau CBS et en simultané sur Citytv au Canada.
En France la série est diffusée depuis le 5 mars 2015 sur M6. Elle est diffusée sur 6ter jusqu'au vendredi 3 avril 2020, puis sur W9 depuis le 19 avril 2020. Au Québec, elle est diffusée depuis le 12 septembre 2015 et en rediffusion 14 décembre 2020 sur le réseau V et en rediffusion depuis le 14 décembre 2020 sur le réseau Noovo (V), en Suisse elle l'est depuis le 13 décembre 2015 sur RTS Un et en Belgique depuis le 21 décembre 2015 sur RTL-TVI.

## Synopsis
Walter O'Brien et son équipe de surdoués sont recrutés par l'agent fédéral Cabe Gallo du département de la Sécurité intérieure des États-Unis pour former Scorpion, une unité censée être la dernière ligne de défense contre les menaces complexes, de haute technologie dans le monde entier. L'équipe comprend Walter O'Brien, l'une des personnes les plus intelligentes au monde avec un QI de 197, et ses amis Sylvester Dodd, une « calculatrice humaine » et génie en statistiques ; Happy Quinn, une « prodige de la mécanique »  et Toby Curtis, un « psychiatre de classe mondiale » (un comportementaliste formé à Harvard). Le groupe est complété par Paige Dineen, une ancienne serveuse qui doit gérer les interactions entre ces génies de l'équipe et les gens « normaux » en leur traduisant le monde réel ; eux, en échange, lui traduisent le monde tel qu'il est perçu par son jeune fils, Ralph, lui-même doté de capacités intellectuelles hors-normes.
Au fur et mesure des saisons, l'équipe sera soumise à des défis techniques parmi les plus difficiles au monde : détecter le corium d'une centrale nucléaire pour l'empêcher de fuir, neutraliser des armes biologiques, adapter une imprimante 3D pour falsifier une pièce archéologique, déjouer les pièges de hackers et tous types de menaces à la sécurité intérieure des États-Unis. Malgré la force de leur intellect, la compétence émotionnelle et relationnelle viendra tout autant à leur secours, ce qui met en lumière la difficulté des génies à gérer leurs relations sociales avec une sensation de solitude occasionnelle, comblée ici par cette équipe pour ses membres.

## Distribution

### Acteurs principaux
- Elyes Gabel (VF : Damien Ferrette) : Walter O'Brien
- Katharine McPhee (VF : Adeline Moreau) : Paige Dineen
- Robert Patrick (VF : Michel Vigné) : Agent Cabe Gallo
- Eddie Kaye Thomas (VF : Emmanuel Curtil) : Docteur Tobias « Toby » Curtis
- Jadyn Wong (VF : Julie Turin) : Happy Quinn
- Ari Stidham (VF : Charles Pestel) : Sylvester Dodd
- Riley B. Smith (VF : Léopoldine Serre) : Ralph Dineen (récurrent saison 1 - principal depuis la saison 2)

Photos des acteurs
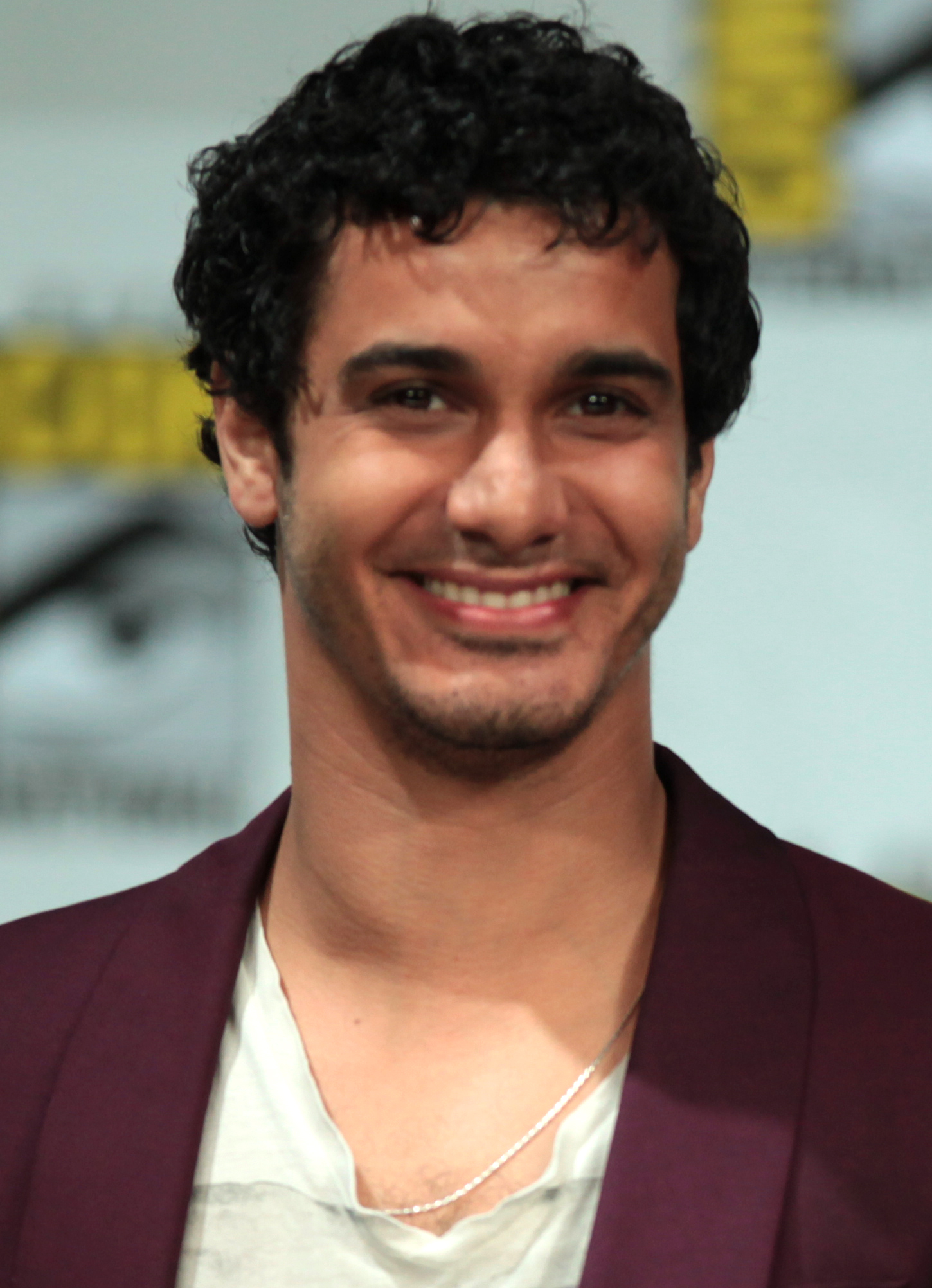
Elyes Gabel dans le rôle de Walter O'Brien
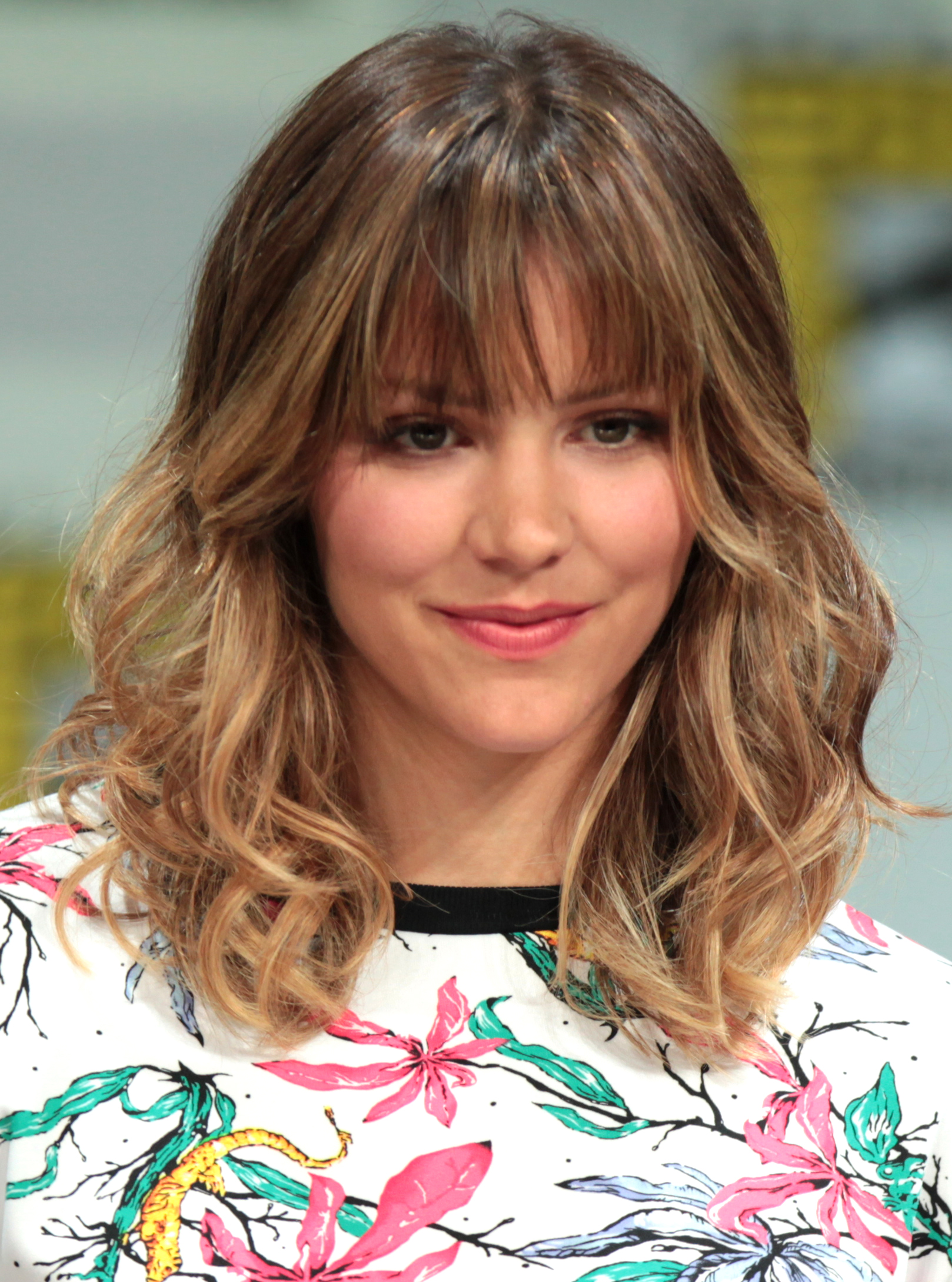
Katharine McPhee dans le rôle de Paige Dineen
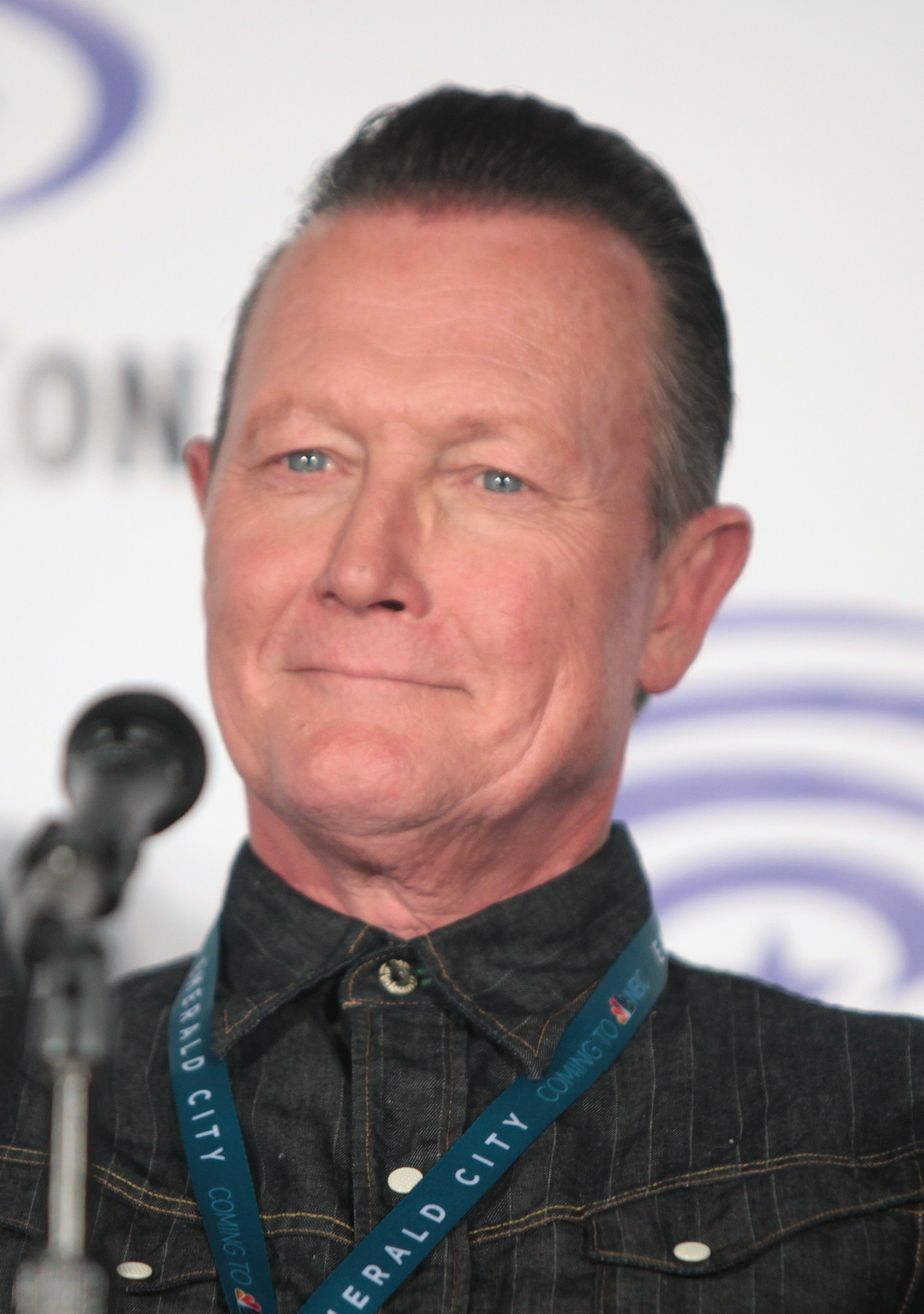
Robert Patrick dans le rôle de l'agent Cabe Gallo
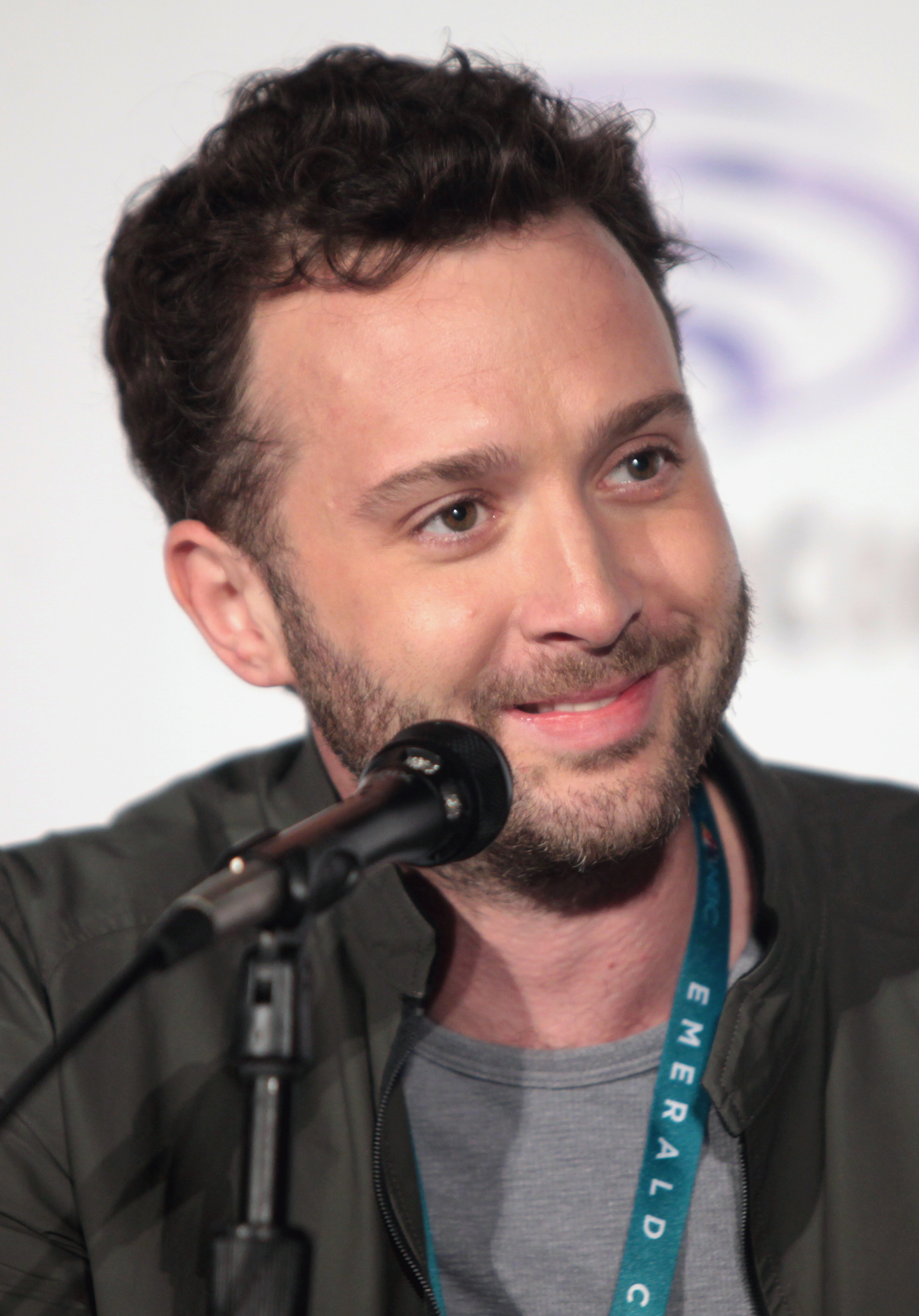
Eddie Kaye Thomas dans le rôle de Toby Curtis
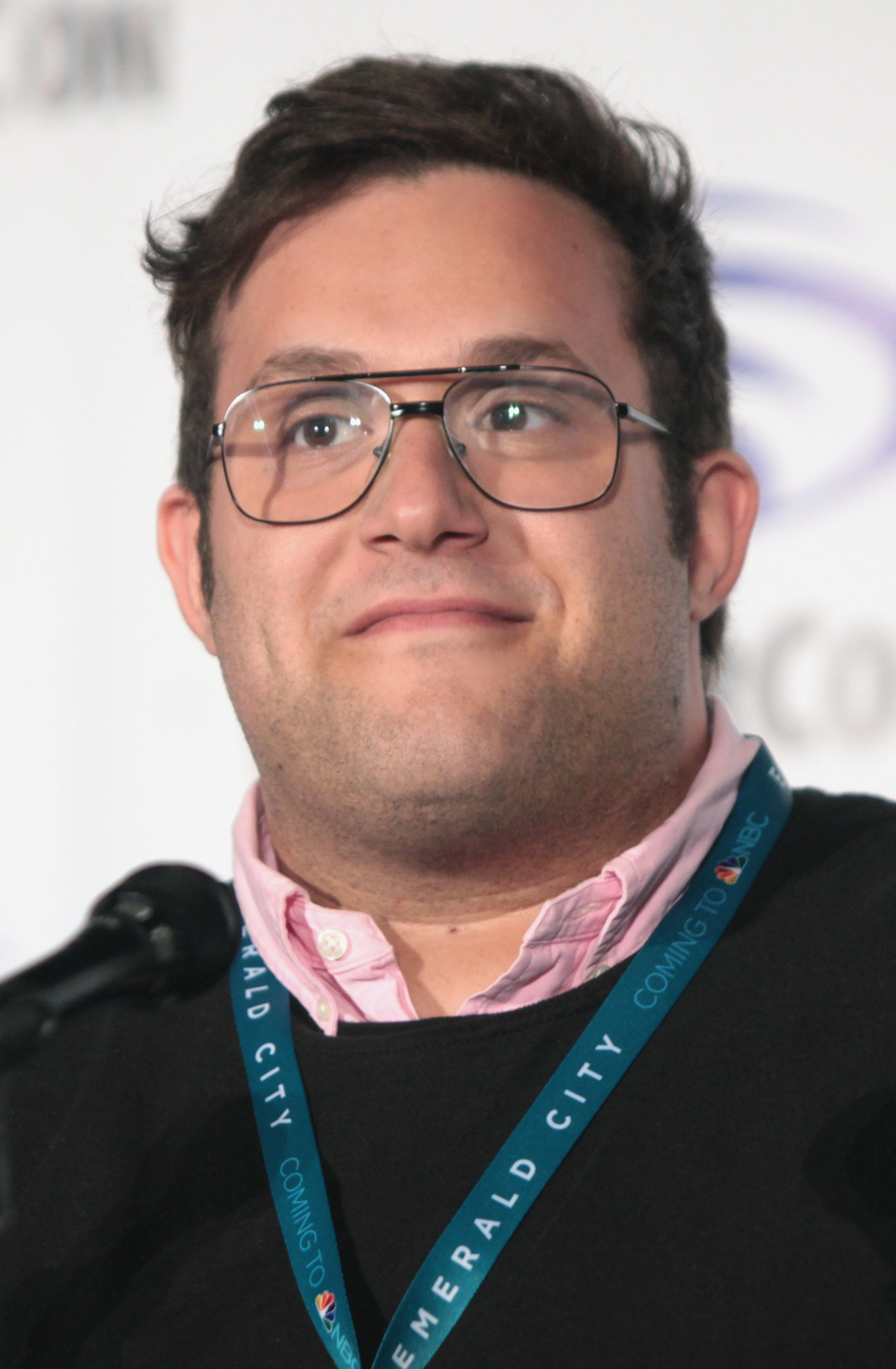
Ari Stidham dans le rôle de Sylvester Dodd
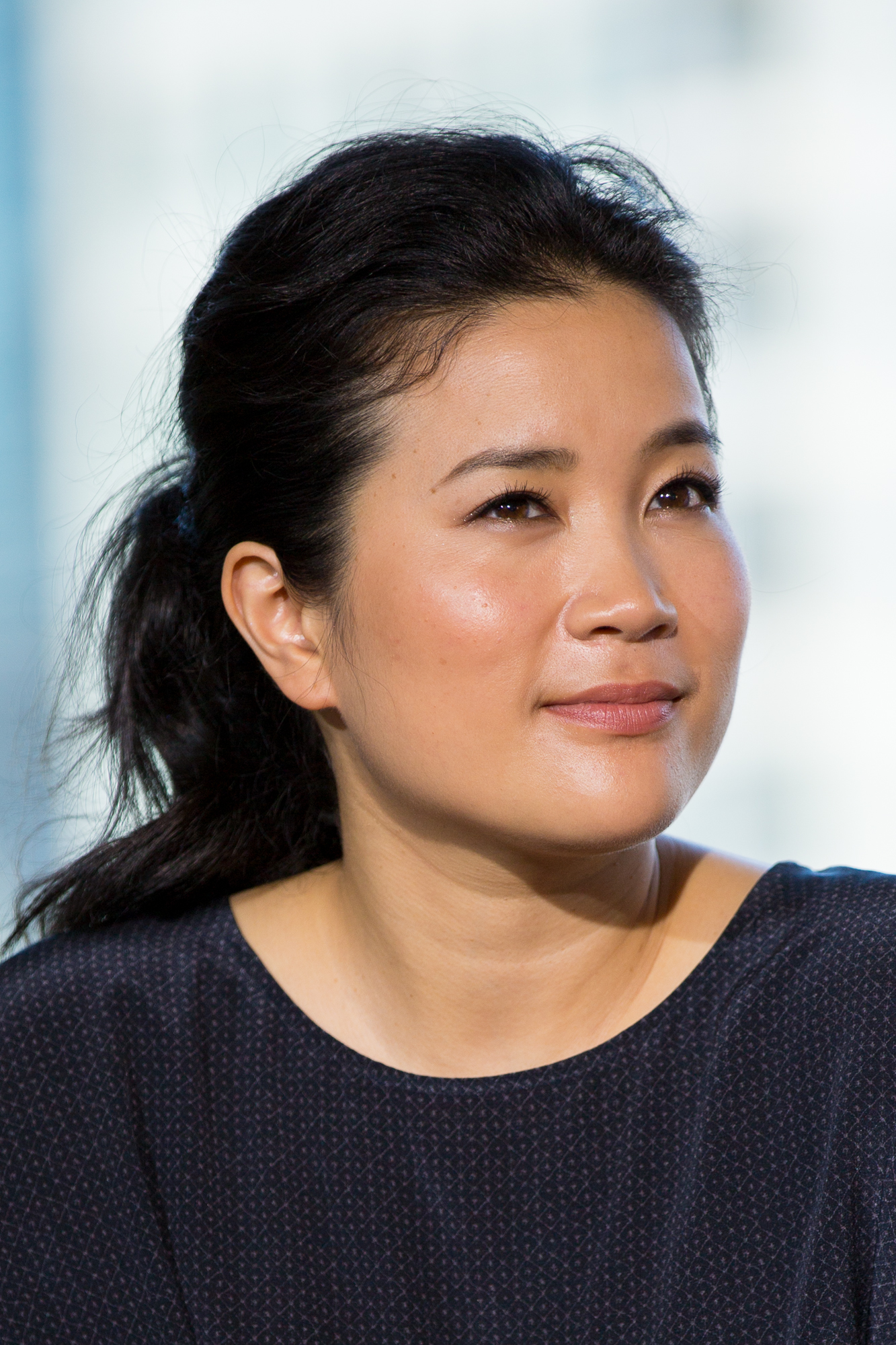
Jadyn Wong dans le rôle de Happy Quinn

### Acteurs récurrents
- Camille Guaty (VF : Céline Ronté) : Megan O'Brien, la sœur de Walter (saisons 1 et 2)
- Brendan Hines (VF : Jean-Pierre Michaël) : Drew Baker, père de Ralph (saison 1)
- David Fabrizio (VF : Charles Uguen) : Merrick, directeur de la Sécurité Intérieure (saison 1, invité saison 2)
- Daniel Zolghadri : Walter O'Brien (jeune)
- Emily Robinson : Megan O'Brien (jeune), sœur de Walter
- Peri Gilpin (VF : Josiane Pinson) : Katherine Cooper (saison 2)
- Kevin Weisman (VF : José Luccioni) : Ray Spiewack (saison 2, épisodes 2 à 12, invité saison 3 épisodes 17 et 23, et invité saison 4 épisodes 12)
- Scott Porter (VF : Alexandre Gillet) : Tim Armstrong (saisons 2 et 3)
- Lea Thompson (VF : Céline Monsarrat) : Veronica Dineen, mère de Paige  (saison 3)
- Tina Majorino (VF : Adeline Chetail) : Florence, la nouvelle voisine biochimiste (saison 4)

### Invités
- Ernie Hudson : Brooks (saison 1, épisode 1)
- Patrick St. Esprit : Capitaine James Pike - le pilote de l'avion (saison 1, épisode 1)
- Corbin Bernsen : Bob Connelly (saison 1, épisode 4)
- Mykelti Williamson : Général Walker (saison 1, épisode 5)
- Linda Hunt : Hetty Lange (saison 1, épisode 6)
- Shohreh Aghdashloo : Dr Cassandra Davis (saison 1, épisode 6)
- Kid Cudi (VF : Namakan Koné) : Peyton Temple (saison 1, épisode 8)
- Method Man (VF : Jean-Baptiste Anoumon) : Lucky The King (saison 1, épisode 8)
- Nazneen Contractor : Sima (saison 1, épisode 14)
- David James Elliott (VF : Guy Chapellier) : Bruce Jones (saison 1, épisode 15)
- Alana de la Garza (VF : Chantal Baroin) : Adriana Molina, directrice de la Sécurité Intérieure (saison 2, épisodes 1 à 3)
- Travis Van Winkle : Enseigne Nathan Hall (saison 2, épisode 4)
- Rockmond Dunbar : Scotty (saison 3, épisodes 23 à 25)
- Joshua Gomez (VF : Laurent Morteau) : Dave Blakely (saison 4, épisode 6)

### Version française
- Société de doublage : Mediadub International[8]
- Direction artistique : Philippe Blanc
- Adaptation des dialogues : Julien Notais et Carsten Toti

 Source et légende : version française (VF) sur RS Doublage et DSD Doublage

## Développement

### Production

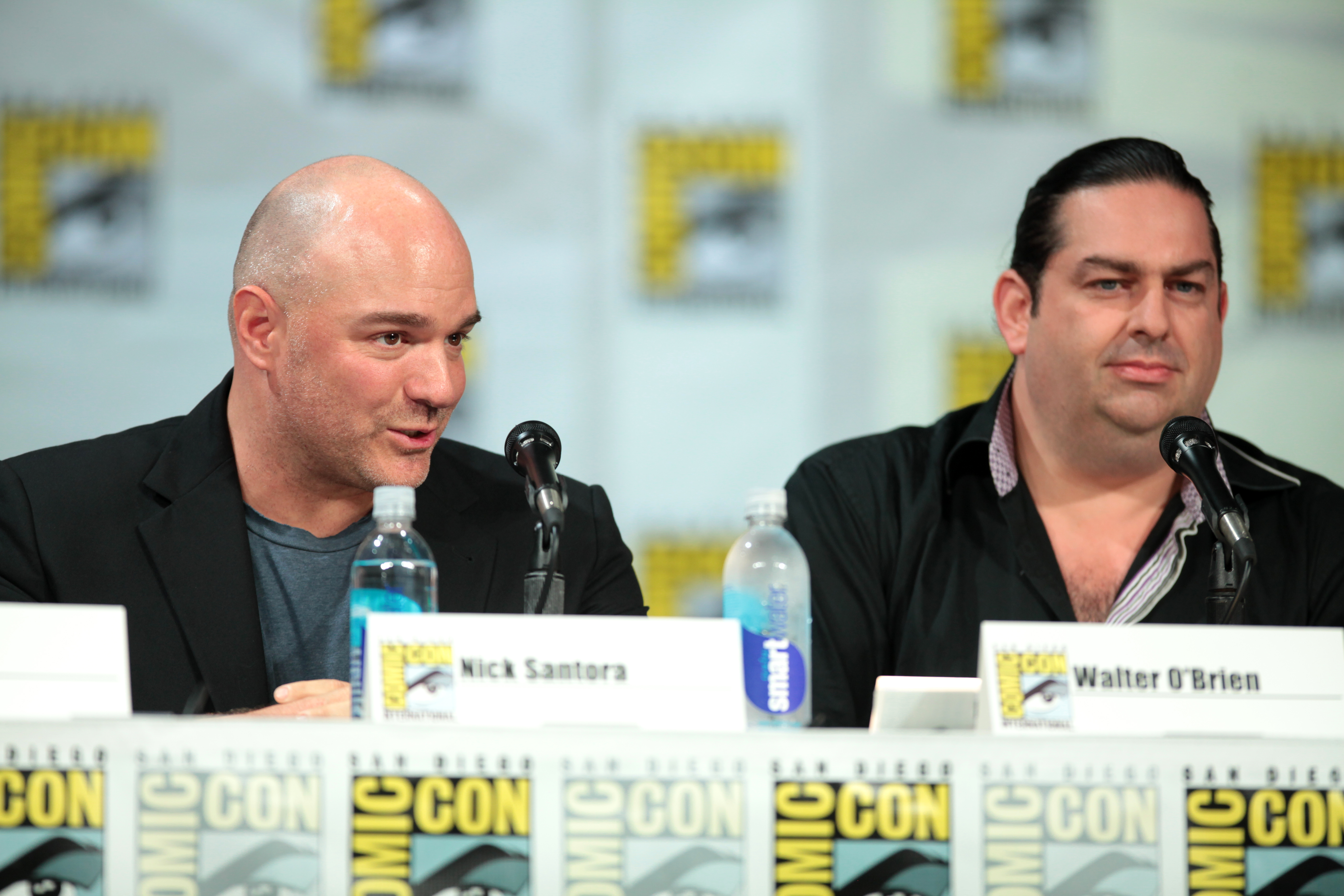
Le showrunner Nick Santora, et le vrai Scorpion, Walter O'Brien, au Comic-Con de San Diego en 2014

Le 4 février 2014, le réseau CBS commande officiellement le pilote.
Le 9 mai 2014, le réseau CBS annonce officiellement après le visionnage du pilote, la commande du projet de série.
En septembre 2014, CBS annonce un crossover avec la série NCIS : Los Angeles.
Le 27 octobre 2014, CBS commande une saison complète de 22 épisodes.
Le 12 janvier 2015, la série est renouvelée pour une deuxième saison, diffusée à l'automne 2015.
Le 25 mars 2016, CBS annonce la reconduction de la série pour une troisième saison.
Le 23 mars 2017, CBS annonce le renouvellement de la série pour une quatrième saison,.
Le 12 mai 2018, la série est arrêtée par manque d'audiences .

### Casting
Les rôles ont été attribués dans cet ordre : Robert Patrick, Elyes Gabel, puis suivi de Eddie Kaye Thomas et Jadyn Wong, et enfin rejoint par Katharine McPhee et Ari Stidham. Dans l'épisode pilote, on peut apercevoir le véritable Walter O'Brien (dans la salle de contrôle de l'aéroport).
Le 23 juin 2015, Alana de la Garza rejoint la deuxième saison, elle interprétera la nouvelle dirigeante du Homeland Security pour les trois premiers épisodes, Riley B. Smith est promu à la distribution principale, Kevin Weisman et Peri Gilpin décrochent un rôle récurrent.

### Fiche technique
- Titre original et français : Scorpion
- Création : Nick Santora (Showrunner)
- Réalisation : Sam Hill (en), Omar Madha, Mel Damski, Christine Moore, Jeffrey G. Hunt, Dwight H. Little, Milan Cheylov et Bobby Roth
- Scénario : Nick Santora, Walter O'Brien, Kim Rome, Scott Sullivan, Nicholas Wootton, Paul Grellong, Rob Pearlstein, David Foster, Elizabeth Beall d'après la véritable histoire de Walter O'Brien
- Direction artistique : Carey Meyer, Louis Joseph Comeau IV et Brad Ricker
- Décors : Erika Rice et Kathy Lucas
- Costumes : Agata Maszkiewicz et Sanja Milkovic Hays
- Photographie : Ken Glassing, Robert LaBonge, David J. Miller et Gyula Pados
- Montage : Eric Seaburn, Anthony Miller, J.J. Geiger, Christopher Petrus, Heather MacDougall, Peter Forslund, Dylan Highsmith, Steven Sprung, Matt Barber, Rosanne Tan et Chad Mochrie
- Musique : Tony Morales et Brian Tyler
- Casting : Jennifer Cooper, Lindsay Jameyson, Denise Chamian et Liz Ludwitzke 	.
- Production : Troy Craig Poon, Sam Hill, Don Tardino, Rob Pearlstein, Marco Black et Clayton Townsend
  - Production exécutive : Scooter Braun, Heather Kadin, Justin Lin, Nick Santora, Nicholas Wootton, Alex Kurtzman, Walter O'Brien, Roberto Orci
  - Production co-exécutive : Danny Rose, David Foster, Paul Grellong, Elizabeth Beall, Danielle Woodrow, Gabriel Garcia, David J. North, Dan Dworkin, Jay Beattie
- Sociétés de production : Blackjack Productions, Perfect Storm Entertainment et CBS Television Studios
- Société(s) de distribution : CBS et Paramount Home Entertainment
- Pays d'origine :  États-Unis
- Langue originale : anglaise
- Format : couleur - 16:9 HD - son Dolby Digital
- Genre : Action, comédie dramatique
- Dates de diffusion : Voir Diff. internationale
- Durée : 42 minutes

 Sauf indication contraire, les informations mentionnées dans cette section peuvent être confirmées par la base de données cinématographiques IMDb,  présente dans la section « Liens externes ».

## Épisodes

### Première saison (2014-2015)
1. Q.I 197 (Pilot)
2. Antivirus (Single Point of Failure)
3. Menace 2.0 (A Cyclone)
4. Les As à Vegas (Shorthanded)
5. Le Côté obscur (Plutonium Is Forever)
6. Art thérapie (True Colors) (Crossover avec NCIS : Los Angeles)
7. Au nom du père (Father's Day)
8. L'Algorithme dans la peau (Risky Business)
9. L'Opération Gumbo (Rogue Element)
10. Semper fidelis (Talismans)
11. Chasseurs de fantômes (Revenge)
12. Les Génies de l'impossible (Dominoes)
13. Hacke-moi si tu peux (Kill Screen)
14. L'Espionne qu'il aimait (Charades)
15. Supermind (Forget Me Nots)
16. Croisière d'enfer (Love Boat)
17. Crise d'égo (Going South)
18. Le Venin du serpent (Once Bitten, Twice Die)
19. Les Cœurs en flammes (Young Hearts Spark Fire)
20. Protection rapprochée (Crossroads)
21. Secret toxique (Cliffhanger)
22. Au bord du gouffre (Postcards from the Edge)

### Deuxième saison (2015-2016)
Elle a été diffusée du 21 septembre 2015 au 25 avril 2016 sur CBS. L'épisode du 26 octobre, diffusé immédiatement après la première de Supergirl, était d'une durée exceptionnelle de 90 minutes (avec publicités).
1. Vertiges de l'amour (Satellite of Love)
2. Cuba Libre (Cuba Libre)
3. La Grande évasion (Fish Filet)
4. En eaux profondes (Robots)
5. Les Super Fun Guys (Super Fun Guys)
6. La Tour de cristal infernale (Tech, Drugs, and Rock and Roll) - 60 minutes
7. Le Train de la mort (Crazy Train)
8. La Zone 51 (Area 51)
9. Nations désunies (US vs UN vs UK)
10. Le Cycle de la vie (Arrivals & Departures)
11. Panique sur le campus (The Old College Try)
12. La Faille (Dam Breakthrough)
13. Autant en emporte le froid (White Out)
14. Le Canon solaire (Sun of a Gun)
15. C'est de la bombe ! / Mission sabotage (Da Bomb)
16. De l'eau dans le gaz (Fractured)
17. La Théorie du cactus (Adaptation)
18. Des vices et des vertus (The Fast and the Nerdiest)
19. Une promesse de cœur (Ticker)
20. Les Faussaires (Djibouti Call)
21. La Spirale infernale / Alerte tornade (Twist and Shout)
22. Plus forts que Fort Knox (Hard Knox)
23. Atomique attraction (Chernobyl Intentions)
24. Toby ou pas Toby (Toby or not Toby)

### Troisième saison (2016-2017)
Elle a été diffusée du 3 octobre 2016 au 15 mai 2017.
1. La guerre est déclarée (1/2) (Civil War)
2. La guerre est déclarée (2/2) (More Civil War)
3. Perdu dans l'espace (It Isn't the Fall That Kills You)
4. Des enfants pas comme les autres (Little Lost Boy)
5. Une nuit au musée (Plight at the Museum)
6. Chauve qui peut ! (Bat Poop Crazy)
7. Votez scorpion ! (We're Gonna Need a Bigger Vote)
8. Une balade irlandaise (Sly and the Family Stone)
9. Le Dossier Veronica (Mother Load)
10. Le Seigneur des marais (This is the Pits)
11. Un Noël presque parfait (Wreck the Halls)
12. Le Cabe de glace (Ice Ca-Cabes)
13. Fausse monnaie, vrais problèmes (Faux Money Maux Problems)
14. Les Bouche-trous (The Hole Truth)
15. Un geek à la mer (Oh Buoy)
16. Que le meilleur gagne (Keep it in Check, Mate)
17. Very bad flip (Dirty Seeds, Done Dirt Cheap)
18. Dans sa bulle (Don't Burst My Bubble)
19. Malin comme un singe (Monkey See, Monkey Poo)
20. Deux filles dans le vent (Broken Wind)
21. Le Corps céleste (Rock Block)
22. En avant Mars ! (Strife on Mars)
23. Le Plus Beau Jour de leur vie (Something Burrowed, Something Blew)
24. Les Naufragés (1/2) (Maroon 8)
25. Les Naufragés (2/2) (Scorp Family Robinson)

### Quatrième saison (2017-2018)
Elle a été diffusée du 25 septembre 2017 au 16 avril 2018 sur CBS.
1. Y a-t-il un génie pour sauver le monde ? (1/2) (Extinction)
2. Y a-t-il un génie pour sauver le monde ? (2/2) (More Extinction)
3. Hakuna Matata (Grow a Deer, A Female Deer)
4. L'union fait la force (Nuke Kids on the Block)
5. Otages (Sci Hard)
6. Le Vaisseau fantôme (Queen Scary)
7. Rats des villes et rats d'égout (Go with the Flo(rence))
8. Voyage dans le temps (Faire is Foul)
9. Le Radeau des méduses (It's Raining Men (of War))
10. Crime en famille (Crime Every Mountain)
11. Une journée de chien (Who Let the Dog Out ('Cause Now It's Stuck In a Cistern))
12. En plein délire! (A Christmas Car-Roll)
13. Les révoltés du bunker (The Bunker Games)
14. Un phare dans la nuit (Lighthouse of the Rising Sun)
15. Alerte tsunami (Wave Goodbye)
16. Opération Saint-Valentin (Nerd, Wind and Fire)
17. Rendez-moi mon QI (Dumbster Fire)
18. La Bourse ou la vie (Dork Day Afternoon)
19. Les Dents du Bayou (Gator Done)
20. Le Sport pour les nuls (Foul Balls)
21. Le Passager clandestin (Kenny and the Jet)
22. Une tempête peut en cacher une autre (A Lie in the Sand)

## Accueil

### Réception critique
La première saison est accueillie de façon mitigée par la critique. L'agrégateur de critiques Metacritic lui accorde une note de 48 sur 100, fondée sur la moyenne de 24 critiques.
Sur le site Rotten Tomatoes, elle obtient une note moyenne de 40 %, sur la base de 47 critiques.

## Audiences

### Aux États-Unis
| Saison | Saison | Nombre d'épisodes | Jour et heure de diffusion | Diffusion originale sur CBS | Diffusion originale sur CBS | Année     | Audience moyenne (en millions) | Audience moyenne (en millions) | Audience moyenne (en millions) |
| Saison | Saison | Nombre d'épisodes | Jour et heure de diffusion | Début de saison             | Fin de saison               | Année     | Première                       | Finale                         | Moyenne                        |
| ------ | ------ | ----------------- | -------------------------- | --------------------------- | --------------------------- | --------- | ------------------------------ | ------------------------------ | ------------------------------ |
|        | 1      | 22                | Lundi 21 h                 | 22 septembre 2014           | 20 avril 2015               | 2014-2015 | 13,83                          | 10,71                          | 11,00                          |
|        | 2      | 24                | Lundi 21 h                 | 21 septembre 2015           | 25 avril 2016               | 2015-2016 | 11,09                          | 8,98                           | 9,60                           |
|        | 3      | 25                | Lundi 22 h                 | 3 octobre 2016              | 15 mai 2017                 | 2016-2017 | 8,30                           | 7,89                           | 7,23                           |
|        | 4      | 22                | Lundi 22 h                 | 25 septembre 2017           | 16 avril 2018               | 2017-2018 | 5,75                           | 5,22                           | 5,26                           |

Diffusé immédiatement après la première de la huitième saison de The Big Bang Theory, le pilote a attiré 13,83 millions de téléspectateurs, avec un taux de 3,2 % sur les 18/49, soit un très bon lancement. Le deuxième épisode confirme ce bon lancement en réunissant 13,36 millions de téléspectateurs, avec un taux de 3,1% sur les 18/49 ans. Diffusée ensuite sans le soutien de The Big Bang Theory, la série se stabilise à un bon niveau en réunissant plus de 10 millions de fidèles chaque semaine, à l'exception de quelques épisodes sous les 10 millions de téléspectateurs. Le dixième épisode réalise la moins bonne audience de la saison en rassemblant 9,28 millions de fidèles.
La première saison a réalisé une audience moyenne de 10,96 millions de téléspectateurs avec un taux de 2,31 % sur les 18-49 ans lors de la première diffusion de chaque épisode,.
Les 22 premiers épisodes de la deuxième saison ont réalisé une audience moyenne de 9,662 millions de téléspectateurs avec un taux de 1,78 % sur les 18-49 ans lors de la première diffusion de chaque épisode.

### Au Canada
Au Canada le pilote a réuni 1,79 million de téléspectateurs.

### En France
| Saison | Nombre d'épisodes | Jour et heure de diffusion | Diffusion originale sur M6 | Diffusion originale sur M6 | Année | Audience moyenne (en millions) | Audience moyenne (en millions) | Audience moyenne (en millions) |
| Saison | Nombre d'épisodes | Jour et heure de diffusion | Début de saison            | Fin de saison              | Année | Première                       | Finale                         | Moyenne                        |
| ------ | ----------------- | -------------------------- | -------------------------- | -------------------------- | ----- | ------------------------------ | ------------------------------ | ------------------------------ |
| 1      | 22                | Jeudi 21 h                 | 5 mars 2015                | 4 juin 2015                | 2015  | 4,38                           | 2,85                           |                                |
| 2      | 24                | Jeudi 21 h                 | 17 mars 2016               | 23 juin 2016               | 2016  | 3,08                           | 2,79                           |                                |
| 3      | 25                | Jeudi 21 h                 | 2 mars 2017                | 28 septembre 2017          | 2017  | 2,77                           | indéterminé                    | indéterminé                    |
| 4      | 22                | Jeudi 21 h                 | 15 mars 2018               | 24 mai 2018                | 2018  |                                |                                |                                |

### Dans les pays francophones
En France le lancement de la série s'est effectué sur M6 devant 4,38 millions de téléspectateurs pour le premier épisode, soit 16,4 % sur les 4 ans et plus. Les deux autres épisodes diffusés à la suite ont réuni respectivement 4,17 et 3,46 millions de téléspectateurs. Finalement ce lancement paraît satisfaisant pour une série diffusée sur M6 étant donné les 27 % de part d'audience moyenne sur la soirée pour les ménagères de moins de 50 ans. Le troisième épisode de la soirée étant diffusé à partir de 22 h 35 ceci peut expliquer l'audience moins forte de ce dernier